# Tazón cantador

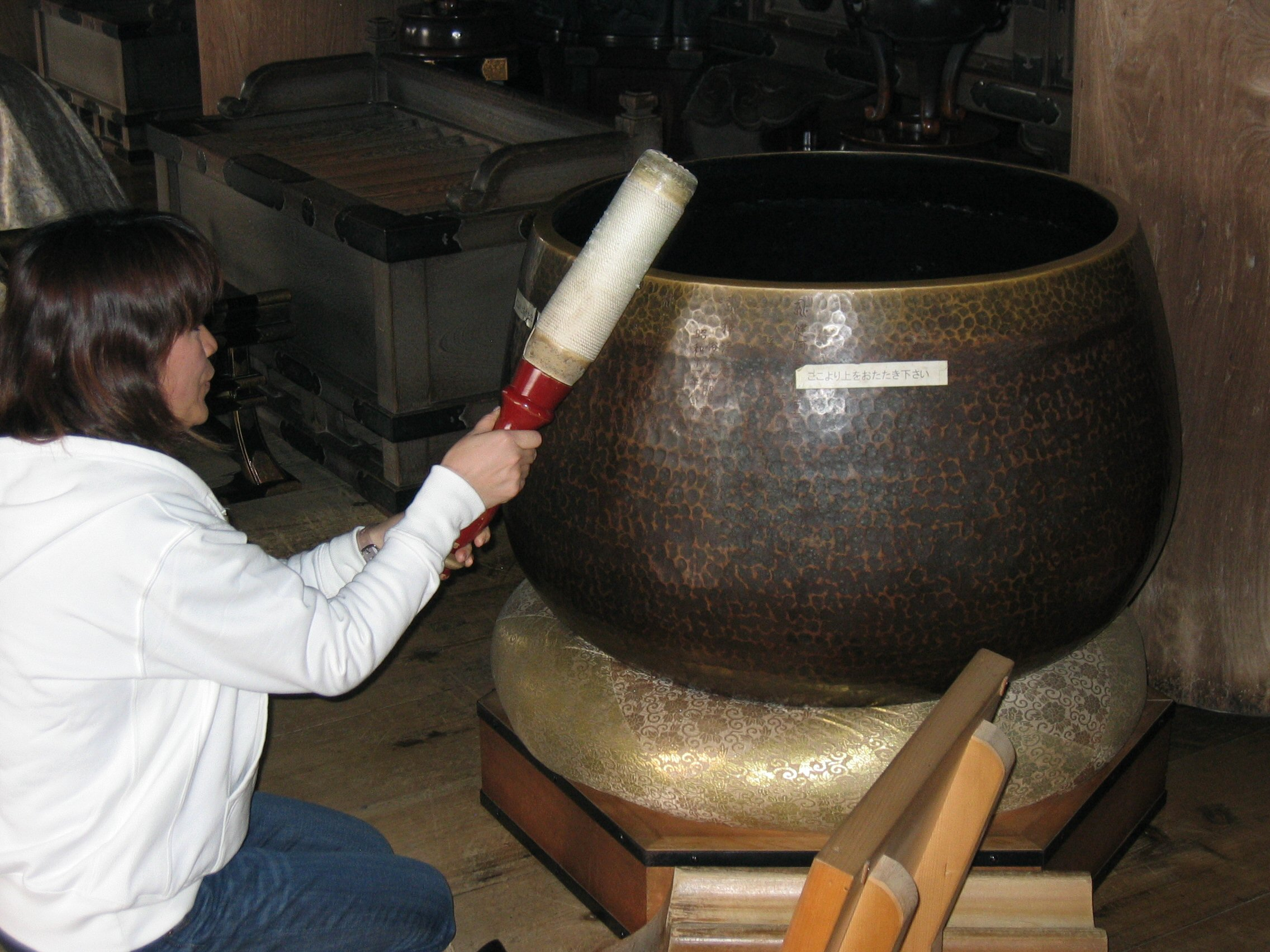
Rin gong en Kioto, Japón.

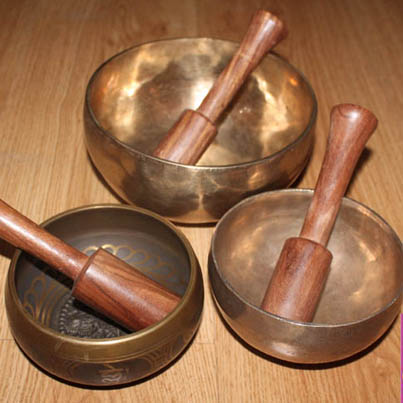
Cuencos tibetanos

El tazón cantador, tazón tibetano, tazón himalayo, cuenco tibetano, bol tibetano o rin gong es un artefacto de metal con forma de tazón que suena similar a una campana. Generalmente están fabricados por una aleación de 7 a 9 metales. 
Los lados y el borde del tazón vibran al ser golpeados o al recorrer su borde con un mazo o baqueta. Los tazones cantadores se usan en Asia en el budismo para meditación, inducción al trance y relajación. 
Para poder utilizar un cuenco tibetano se usa normalmente una "baqueta". Una baqueta es un instrumento de madera que en ocasiones se rodea de diferentes materiales, como goma, silicona o algodón para obtener diferentes tipos de sonidos. Los sonidos que se obtienen con baqueta de madera son más agudos y los que se obtienen con algodón y otros materiales blandos son más graves. La baqueta debe tener un tamaño proporcionado con el tamaño del cuenco que se desea percutir.
Existen dos formas de tocar los cuencos tibetanos: Batido y percusión. La percusión es un golpe que se efectúa en el borde exterior del cuenco y el batido es friccionar el borde con la baqueta hasta que el cuenco comienza a emitir un sonido. No todos los cuencos permiten el batido, pero todos admiten la percusión.
Los cuencos tibetanos pueden tener un tamaño que oscila entre los 10 cm de diámetro hasta incluso 1 metro. Los más conocidos oscilan entre los 20 y 30 cm de diámetro.
Por el tipo de fabricación existen cuencos hechos con molde y cuencos realizados a mano.
El precio de los cuencos suele depender del tipo de fabricación así como de la calidad de su sonido.
Los tazones cantadores han sido históricamente fabricados en Tíbet, Nepal, India, Bután, China, Japón y Corea.